# The Juliana Theory
The Juliana Theory ist eine US-amerikanische Emo/Rockband aus Greensburg, Pennsylvania. Die Band veröffentlichte bisher fünf Alben sowie ein Livealbum und diverse Split-CDs mit anderen Künstlern. Die Musik ist durchwegs sehr melodisch und energetisch, wobei die Songs ein mittleres Tempo aufweisen.
Das bekannteste Lied der Band ist wahrscheinlich This Is a Lovesong … For the Loveless, zu dem auch ein Video existiert.

## Geschichte
Während der aktiven Zeit der Band von 1997 bis 2006 tourte die Band nach eigenen Angaben mehr als ein Dutzend Mal durch die Vereinigten Staaten, Kanada, Europa und Australien.
Die Band gab am 9. Februar 2006 auf ihrer Website die Trennung bekannt. Details sind nicht bekannt, außer dass die Trennung im Guten vollzogen wurde.
Das letzte Konzert der Band fand im Rahmen der gemeinsamen Europa-Tour mit Haste the Day zur Promotion ihres Albums Deadbeat Sweetheartbeat am 28. Januar 2006 im Kölner Underground statt.
Die Bandmitglieder machen jedoch weiter Musik, wenn auch nicht miteinander. Gitarrist Josh Fiedler startete eine neue Band namens Vesta.
Im April 2017 kündigte die Band an, einige Konzerte im Rahmen ihres 20-jährigen Jubiläums zu spielen. Ende Juni 2017 folgte die Ankündigung, dass die Band wieder existiert und an einem neuen Album arbeitet.
Im November 2020 veröffentlichten The Juliana Theory die Single Can’t Go Home, im März 2021 das Album A Dream Away und im Mai 2022 die EP Still the Same Kids Pt. 1 über Equal Vision Records.

## Diskografie
Alben
- 1999: Understand This Is a Dream (Tooth & Nail Records)
- 2000: Emotion Is Dead (Tooth & Nail Records)
- 2003: Love (Epic Records)
- 2005: Deadbeat Sweetheartbeat (Abacus Recordings)
- 2021: A Dream Away (Equal Vision Records)

Split-CDs
- 1998: The Juliana Theory & Dawson High (mit Dawson High, Arise Records)
- 2000: Three-Way Split (mit The Grey AM & Onelinedrawing; One Day Savior Recordings)

EPs
- 2001: Music from Another Room (Tooth & Nail Records)
- 2022: Still the Same Kids Pt. 1 (Equal Vision Records)

Singles
- 2002: Do You Believe Me? (Epic Records)
- 2020: Can’t Go Home (Equal Vision Records)